# Jonah Ratsimbazafy
Pour les articles homonymes, voir Ratsimbazafy.
 (juillet 2024).
La mise en forme du texte ne suit pas les recommandations de Wikipédia : il faut le « wikifier ».
Les points d'amélioration suivants sont les cas les plus fréquents. Le détail des points à revoir est peut-être précisé sur la page de discussion.
- Les titres sont pré-formatés par le logiciel. Ils ne sont ni en capitales, ni en gras.
- Le texte ne doit pas être écrit en capitales (les noms de famille non plus), ni en gras, ni en italique, ni en « petit »…
- Le gras n'est utilisé que pour surligner le titre de l'article dans l'introduction, une seule fois.
- L'italique est rarement utilisé : mots en langue étrangère, titres d'œuvres, noms de bateaux, etc.
- Les citations ne sont pas en italique mais en corps de texte normal. Elles sont entourées par des guillemets français : « et ».
- Les listes à puces sont à éviter, des paragraphes rédigés étant largement préférés. Les tableaux sont à réserver à la présentation de données structurées (résultats, etc.).
- Les appels de note de bas de page (petits chiffres en exposant, introduits par l'outil «  Source ») sont à placer entre la fin de phrase et le point final[comme ça].
- Les liens internes (vers d'autres articles de Wikipédia) sont à choisir avec parcimonie. Créez des liens vers des articles approfondissant le sujet. Les termes génériques sans rapport avec le sujet sont à éviter, ainsi que les répétitions de liens vers un même terme.
- Les liens externes sont à placer uniquement dans une section « Liens externes », à la fin de l'article. Ces liens sont à choisir avec parcimonie suivant les règles définies. Si un lien sert de source à l'article, son insertion dans le texte est à faire par les notes de bas de page.
- La présentation des références doit suivre les conventions bibliographiques. Il est recommandé d'utiliser les modèles {{Ouvrage}}, {{Chapitre}}, {{Article}}, {{Lien web}} et/ou {{Bibliographie}}. Le mode d'édition visuel peut mettre en forme automatiquement les références.
- Insérer une infobox (cadre d'informations à droite) n'est pas obligatoire pour parachever la mise en page.

Pour une aide détaillée, merci de consulter Aide:Wikification.
Si vous pensez que ces points ont été résolus, vous pouvez retirer ce bandeau et améliorer la mise en forme d'un autre article.
Jonah Henri Ratsimbazafy est un primatologue malgache, président de la Société internationale de primatologie depuis 2020.

## Éducation et carrière
Jonah Ratsimbazafy obtient son doctorat en anthropologie physique à l'Université d'État de New York à Stony Brook en 2002 avec une thèse portant sur l'écologie et la conservation des lémuriens à Madagascar, un domaine qu'il continue à approfondir tout au long de sa carrière.
Il commence sa carrière en tant que coordinateur de la formation et de la conservation pour le Durrell Wildlife Conservation Trust à Madagascar. Par la suite, il fonde et dirige le Groupe d'étude et de recherche sur les primates de Madagascar (GERP), une organisation destinée à la recherche et à la protection des primates endémiques de Madagascar. En 2018, il occupe le poste de directeur des programmes Madagascar au zoo de Houston.

## Contributions scientifiques
Jonah Ratsimbazafy est l'auteur de plus de trois cents publications universitaires, centrées principalement sur les primates de Madagascar. Ses recherches ont contribué de manière significative à la compréhension de l'écologie, du comportement et de la conservation des lémuriens. Il a été impliqué dans la découverte de nouvelles espèces de lémuriens, dont Microcebus jonahi, nommé en son honneur. Son engagement envers la préservation des primates lui a valu plusieurs distinctions, y compris le prix Disney's Conservation Hero en 2015 pour ses efforts remarquables dans la conservation des espèces menacées. En 2017, Jonah Ratsimbazafy a été élu membre de l'Académie africaine des sciences en reconnaissance de son impact significatif sur la recherche et la conservation des primates à Madagascar.

## Engagement institutionnel
En plus de ses travaux de terrain et de recherche, Jonah Ratsimbazafy a occupé plusieurs postes de leadership au sein d'organisations internationales et nationales. Actuellement, c'est le premier Africain à présider la Société internationale de primatologie. Il a également été vice-président du Groupe de spécialistes des primates de la Commission de la survie des espèces de l'UICN pour Madagascar. Il est membre de la commission du Journal International de Primatologie, de la Société internationale de primatologie, ainsi que de l'Académie malgache.
En 2023, il reçoit le prestigieux prix Seacology (en), décerné chaque année à des personnes ayant réalisé des réalisations significatives dans la préservation des écosystèmes, des espèces ou des cultures insulaires.

## Honneurs et récompenses
Jonah Ratsimbazafy a été honoré par plusieurs distinctions pour ses contributions exceptionnelles à la science et à la conservation :
- Rockefeller Foundation Fellowship en 1998, en reconnaissance de son potentiel exceptionnel dans le domaine de la conservation de la biodiversité[6] ;
- Galante Award de la Société internationale de primatologie en 2002, pour ses réalisations exceptionnelles en recherche et conservation des primates[6] ;
- Disney’s Hero Conservation Award en 2015, pour ses efforts remarquables dans la conservation des espèces menacées[6] ;
- Membre honoraire à vie du Conseil de l'Association pour la biologie tropicale et la conservation (ATBC) en 2019[8] ;
- Récompensé par l'African Primatological Society Award en 2019, pour son leadership et son engagement dans la préservation des primates en Afrique[8] ;
- Docteur honoris causa de l'Université d'Antananarivo en 2023, pour sa contribution exceptionnelle à la recherche et à la conservation des primates à Madagascar[5].

En reconnaissance de son engagement pour la biodiversité malgache, Jonah Ratsimbazafy a été honoré par la Paositra Malagasy en 2023. Cette institution a décidé de le représenter ainsi que cinq espèces de lémuriens sur des timbres postaux malgaches, faisant de lui le premier primatologue mondial à figurer sur un timbre de son vivant.
Il est conseiller du Lemur Conservation Network et siège au conseil d'administration de SADABE, une ONG vouée à la conservation des lémuriens.